# Chan Sae-Lim
Chan Sae-Lim, conosciuto anche come Chantra Sailee (in thailandese จันทร แซ่ลิ้ม; 1933), è un ex cestista thailandese.

## Carriera
Con Thailandia ha disputato i Giochi olimpici di Melbourne 1956.